# Aenigmina latimargo
Aenigmina latimargo là một loài bướm đêm thuộc họ Sesiidae. Nó được tìm thấy ở Tanzania.